# Moschino (Modemarke)
Moschino [mosˈkiːno] ist eine von Franco Moschino 1983 ins Leben gerufene italienische Modemarke mit Bekleidung, Accessoires und Düften für Damen und Herren im oberen Preissegment.

Moschino-Unternehmenslogo

## Unternehmensgeschichte
Franco Moschino (1950–1994), der ab 1971 als Designer für Versace und ab 1976 für die italienische Modemarke Cadette arbeitete, gründete 1983 seine eigene Modefirma, Moonshadow S.p.A, und eröffnete auf der Via Ceradini in Mailand sein eigenes Geschäft, wo er Damenmode unter dem Label Moschino Couture! anbot. Seine ausgefallenen Damenmode-Präsentationen stießen auf begeisterte Kritiken der Fachpresse und Kunden, während die etablierten italienischen Modehäuser ihn mit Argwohn betrachteten. Moschinos Mode war extrem farbenfroh, frech, verspielt, ausgefallen, unkonventionell, gar verrückt und provokant. Moschino-Modenschauen waren stets Spektakel oder gar Happenings, bei denen die Models mitunter als Tina Turner oder Prinzessin Margaret verkleidet auftraten.
Die Herrenkollektion Moschino Uomo wurde erstmals 1986 präsentiert. 1987 kam das erste Damenparfüm, Moschino, heraus. 1988 eröffnete eine Moschino-Boutique auf der eleganten Via Sant’Andrea in Mailand. Im selben Jahr wurde die modische Zweitlinie Moschino Cheap and Chic für Damen lanciert, welche trotz ihres Namens ('cheap' bedeutet im Englischen 'günstig') lediglich etwas preiswerter war als die hochpreisige Hauptkollektion. 1989 kam die mittelpreisige denim-basierte Sportswearkollektion Moschino Jeans zum Portfolio hinzu. Für Cheap and Chic gab es ab 1990 eigene Boutiquen und die Herrensparte dieser Zweitlinie folgte im Jahr darauf. 1993 wurde ein Buch zum 10-jährigen Firmenjubiläum mit dem Titel Moschino – 10 years of Kaos herausgegeben, gleichzeitig gab es nach längerer Pause auch wieder eine Moschino-Modenschau. Ebenso 1993 gründete Franco Moschino das Project Smile! als Hilfsorganisation für HIV-infizierte Kinder, welche 1995 mit anderen Projekten in der Stiftung Fondazione Franco Moschino zusammengefasst wurde. Den Vorsitz der Stiftung hat Angelo Moschino, Francos Bruder, inne. 1994 präsentierte Moschino eine Kollektion aus umweltfreundlichen Materialien namens Ecouture. Nach Franco Moschinos Tod mit nur 44 Jahren im Jahr 1994 übernahm seine langjährige Mitarbeiterin seit 1981, Rosella Jardini, die kreative Leitung der Marke Moschino in Franco Moschinos Sinne.
1999 wurde Moschino von der von Alberta Ferretti gegründeten AEFFE S.p.A, einem italienischen Textilhersteller und Modeproduzenten, aufgekauft. Zu AEFFE gehören außerdem die eigenen Marken Alberta Ferretti, Philosophy und Pollini (2000 aufgekauft) sowie in Lizenz die Marken Jean Paul Gaultier (seit 1994), Cacharel (seit 2009) und Authier (Skimode, seit 2006). Für die Moschino Life Sportswearkollektion, für welche es auch eigene Boutiquen gab, wurde von 1999 bis 2004 der französische Stilist Vincent Darré verpflichtet. 2000 verkaufte AEFFE 30 % der Moschino-Anteile an den italienischen Lizenz-Modehersteller SINV S.p.A. Ende 2002 wurde, neben vielen anderen Shop-Eröffnungen in dieser Zeit, eine Moschino-Boutique in Berlin eingeweiht. 2006 wurde die italienische Mannschaft der Olympischen Winterspiele in Turin von Moschino ausgestattet. Außerdem wurden die Kostüme für Kylie Minogues 'Showgirl'-Tournee 2005 sowie Madonnas 'Sticky & Sweet' Tournee 2008 von Moschino entworfen.
In den folgenden Jahren wurden zahlreiche Lizenzen für Schmuck, Brillen, Unterwäsche etc. vergeben. 2009 wurde die Sportswearkollektion Moschino Jeans, welche preislich um ca. 30 % unter der Cheap-and-Chic-Linie angesiedelt ist, in Love Moschino umbenannt. Ab 2009 wurde ein Online-Shop mit allen Moschino-Labels auf der Moschino-Webseite betrieben. Mitte 2010 wurde das von Moschino in Zusammenarbeit mit einer Hotelgruppe gestaltete Design-Hotel Maison Moschino in Mailand eröffnet. Der Umsatz von Moschino lag 2006 bei 126 Millionen Euro, 2007 bei 136 Millionen Euro, 2008 ergab sich ein Umsatz von 143 Millionen Euro, 2009 waren es 116 Millionen Euro und 2010 125 Millionen Euro.
2013 trat der US-amerikanische Designer Jeremy Scott die Nachfolge von Rosella Jardini an, die 2014 einen Design-Auftrag bei Missoni annahm. 2015 wurde die Brückenlinie Cheap and Chic in Boutique Moschino umbenannt. Ende 2015 brachte das Unternehmen in Zusammenarbeit mit Mattel je eine hell- und eine dunkelhäutige weibliche Barbie-Puppe in Moschino-Outfits auf den Markt. Die für 150 Dollar angebotenen und auf 700 Stück limitierten Puppen waren innerhalb einer Stunde ausverkauft. Dazu entwarf Moschino-Designer Jeremy Scott eine achtteilige Modekollektion im Stil der Barbie-Outfits. 2016 folgte ein Barbie/Ken-Duo, dessen Erscheinungsbild dem von Jeremy Scott und Model Stella Maxwell bei deren Auftritt auf den MTV Video Music Awards 2015 nachempfunden war.
2016 existierten weltweit 19 von Moschino selbst (in Westeuropa und Südkorea) und 141 von Lizenzpartnern (in Amerika, Osteuropa, Russland, dem Nahen Osten sowie Asien) betriebene Moschino-Ladengeschäfte. In Mailand wurde 2016 ein Moschino-Flagshipstore auf der Via Sant’Andrea eröffnet, in dem alle Kollektionen erhältlich sind.

## Moschino-Stil
Franco Moschinos Mode war vom Dadaismus, dem Surrealismus, der Pop Art oder der Konzeptkunst beeinflusst. Er kritisierte die Ernsthaftigkeit des Modebusiness, forderte gleichzeitig, dass Mode Spaß machen solle und verzierte seine hochwertigen, immer tragbaren Entwürfe daher mit – oftmals ironischen, parodistischen oder satirischen – Accessoires wie Schleifen, Herzchen, Plastikornamenten oder Alltagsgegenständen. Seine Models ließ er in Cowboy-Hüten auftreten, Miss Piggy führte sein Brautmodell vor, seine eleganten Abendkleider waren mit Plastik-Spiegeleiern oder unzähligen vergoldeten Nähnadeln verziert, Mantelkrägen wurden von aufgenähten Teddy-Bären gesäumt. Das Modehaus Chanel wurde mit einem T-Shirt und darauf dem Aufdruck eines Fernsehers mit dem Schriftzug Channel No. 5 verballhornt (Chanel reichte Klage ein und gewann vor Gericht), die Marke Calvin Klein nahm Moschino mit einem Schal und der Aufschrift Moscalvin Klino auf die Schippe. Gerne von Moschino verwendete Symbole waren und sind das Peace-Zeichen, das Fragezeichen, das Ausrufezeichen oder Variationen der italienischen Flagge. Auch Tierbilder von Kühen, Gänsen oder Mäusen zierten immer wieder Moschino-Mode.

## Kollektionen
- Moschino (Couture!) – Laufstegkollektion für Damen (ehemals Moschino Donna) und Herren (Moschino Uomo) im oberen Preissegment, vorgeführt bei der Mailänder Modewoche
- Boutique Moschino (bis 2015: Moschino Cheap and Chic) – hochpreisige Brückenlinie für Damen
- Love Moschino (bis 2009: Moschino Jeans) – jugendliche Sportswearkollektion im oberen Mittelpreissegment für Damen und Herren

- Moschino Teen – Kinderkollektion für 6–14-Jährige
- Moschino Kid – Kleinkinderkollektion für 1–6-Jährige
- Moschino Baby – Babykollektion (Neugeborene bis zwei Jahre)

ehemalige Kollektionen
- Moschino Cheap and Chic Uomo – hochpreisige Brückenlinie für Herren (1991 – ?)
- Moschino Life – Lizenzkollektion im Sportswearbereich (1999 – ?)
- Moschino Jeans – denim-basierte Sportswearkollektion für Damen und Herren (1986–2009, umbenannt in Love Moschino)

## Düfte
- Moschino (Damen, 1987)
- Moschino pour Homme (Herren, 1990)
- Moschino Uomo? (Herren, 1997)
- Moschino cheapandchic (Damen, 1996)
- Oh! de Moschino (Damen, 1996)
- L'Eau cheapandchic (Damen, 2001)
- Moschino Couture! (Damen, 2003)
- Moschino Friends men (Herren, 2005)
- Moschino Glamour (Damen, 2008)
- Moschino Forever (Herren, 2011)
- Toy (Damen, 2014) – Flakon in Form eines Plüsch-Teddybärs
- Fresh Couture! (Damen, 2015) – Flakon in Form einer Glasreiniger-Flasche
- und weitere

## Trivia
Das Wort 'Moschino' bedeutet im Italienischen 'kleine Fliege, Mücke'.